# Christiane Martel
Christiane Martel (cognom de naixement Magnani), nascuda en Piennes, França, el 18 de gener de 1932, és una actriu i reina de bellesa francesa que es va convertir en la segona Miss Univers de la història del certamen, en 1953.
D'ascendència italiana i francesa, va néixer en Nancy, França en 1932, des de jove va guanyar diversos certàmens de bellesa juvenil locals (Miss Châtellerault 1952), Martel va ser coronada Miss França pel sortint amo del certamen, Claude Godart el que li va valer representar a França en el concurs internacional.
En guanyar Miss Univers en 1953 va ser coronada per l'actriu Julie Adams en virtut que la sortint Miss Univers 1952, Armi Kuusela de Finlàndia, va renunciar a la seva corona abans d'acabar el seu regnat.
Va estar breument casada (70 dies) amb el comerciant Ronnie Marengo entre 1954 i 1955 qui la va introduir a Hollywood.
A Mèxic, a partir de 1954 va desenvolupar una dilatada carrera actoral filmant unes 32 pel·lícules al costat de canviats de nom actors mexicans de l'època d'or del cinema d'aquest país. Martel es va retirar del cinema mexicà en els primers anys del decenni de 1960, quan durant una festa a la casa de Emilio Fernández va conèixer a qui és el seu actual segon espòs, Miguel Alemán Velasco, qui va ser governador de l'estat de Veracruz i actualment és membre del directori de Televisa i propietari de la línia aèria Interjet, amb qui va tenir quatre fills.
Va ser part del jurat en Miss Univers en dues ocasions, en 1978 i 2007. En la 47a entrega de les Diosas de Plata va rebre un premi especial per la seva trajectòria.

## Filmografia
- 1954 - So This Is Paris
- 1959 - The Little Savage
- 1955 - Abajo el telón
- 1956 - Adán y Eva
- 1959 - Yo pecador
- 1959 - Señoritas
- 1960 - Poker de Reinas
- 1960 - Juana Gallo
- 1961 - El padre Pistolas
- 1961 - Ojos tapatíos
- 1961 - Leoni al sole
- 1959 - Tipi da spiaggia